# Cloraldino Soares Severo
Cloraldino Soares Severo (Uruguaiana, 7 de abril de 1938) é um engenheiro civil e político brasileiro.
Exerceu cargos na alta cúpula do setor de transportes durante o governo João Figueiredo. Assumiu como diretor-geral do extinto Departamento Nacional de Estradas de Rodagem (DNER) em 26 de fevereiro de 1981, permanecendo até sua promoção ao cargo de ministro dos Transportes, função na qual permaneceu desde 11 de maio de 1982 até o dia 14 de março de 1985.